# Bundestagswahlkreis Goslar – Northeim – Göttingen II
Der Bundestagswahlkreis Goslar – Northeim – Göttingen II (Wahlkreis 52) ist ein Wahlkreis für die Wahlen zum Deutschen Bundestag in Niedersachsen. Er umfasst den Landkreis Northeim ohne Bodenfelde und Uslar, vom Landkreis Göttingen die Stadt Osterode am Harz, die Gemeinden Bad Grund (Harz) und Walkenried und die Samtgemeinde Hattorf am Harz sowie vom Landkreis Goslar die Städte Bad Harzburg, Braunlage, Goslar und Clausthal-Zellerfeld.  Der Wahlkreis ist bei der Wahlkreisreform von 2002 aus dem Wahlkreis Northeim – Osterode hervorgegangen, der um einen Teil des aufgelösten Wahlkreises Goslar ergänzt wurde. Bis zur Bundestagswahl 2021 hieß er Goslar – Northeim – Osterode.
Der Wahlkreis wurde bei allen Bundestagswahlen außer 1957 und 2017 vom jeweiligen SPD-Kandidaten gewonnen.

## Wahlkreisgeschichte
| Wahl      | Wahlkreisname                       | Gebiet |
| --------- | ----------------------------------- | --- |
| 1949      | 33 Northeim – Einbeck – Duderstadt  | Landkreis Northeim, Landkreis Einbeck, Landkreis Duderstadt |
| 1953–1961 | 55 Northeim – Einbeck – Duderstadt  | Landkreis Northeim, Landkreis Einbeck, Landkreis Duderstadt |
| 1965–1976 | 48 Northeim                         | Landkreis Northeim ohne Fürstenhagen, Landkreis Osterode am Harz, Landkreis Blankenburg, Landkreis Zellerfeld |
| 1980–1998 | 48 Northeim – Osterode              | Landkreis Northeim, vom Landkreis Osterode am Harz die Städte Osterode und Herzberg sowie die Samtgemeinden Bad Grund und Hattorf |
| 2002–2005 | 52 Goslar – Northeim – Osterode     | Landkreis Northeim ohne Bodenfelde und Uslar, vom Landkreis Osterode am Harz die Stadt Osterode und die Samtgemeinden Bad Grund und Hattorf, vom Landkreis Goslar die Städte Bad Harzburg, Braunlage und Goslar sowie die Samtgemeinde Oberharz                                  |
| 2009      | 53 Goslar – Northeim – Osterode     | Landkreis Northeim ohne Bodenfelde und Uslar, vom Landkreis Osterode am Harz die Stadt Osterode und die Samtgemeinden Bad Grund und Hattorf, vom Landkreis Goslar die Städte Bad Harzburg, Braunlage und Goslar sowie die Samtgemeinde Oberharz                                  |
| 2013      | 52 Goslar – Northeim – Osterode     | Landkreis Northeim ohne Bodenfelde und Uslar, vom Landkreis Osterode am Harz die Stadt Osterode und die Samtgemeinden Bad Grund und Hattorf, vom Landkreis Goslar die Städte Bad Harzburg, Braunlage und Goslar sowie die Samtgemeinde Oberharz                                  |
| 2017–2021 | 52 Goslar – Northeim – Osterode     | Landkreis Northeim ohne Bodenfelde und Uslar, vom Landkreis Göttingen die Gemeinden Osterode am Harz, Bad Grund (Harz) und Walkenried sowie die Samtgemeinde Hattorf am Harz, vom Landkreis Goslar die Städte Bad Harzburg, Braunlage und Goslar sowie die Samtgemeinde Oberharz |
| 2025–     | 52 Goslar – Northeim – Göttingen II | Landkreis Northeim ohne Bodenfelde und Uslar, vom Landkreis Göttingen die Gemeinden Osterode am Harz, Bad Grund (Harz) und Walkenried sowie die Samtgemeinde Hattorf am Harz, vom Landkreis Goslar die Städte Bad Harzburg, Braunlage und Goslar sowie die Samtgemeinde Oberharz |

## Wahlkreisabgeordnete
| Wahl | Abgeordneter | Abgeordneter         | Partei | Stimmen in % |
| ---- | ------------ | -------------------- | ------ | ------------ |
| 1949 |              | Martin Schmidt       | SPD    | 30,4         |
| 1953 | 30,7         | Martin Schmidt       | SPD    |              |
| 1957 |              | Karl Hackethal       | CDU    | 46,4         |
| 1961 |              | Martin Schmidt       | SPD    | 40,4         |
| 1965 | 48,6         | Martin Schmidt       | SPD    |              |
| 1969 | 52,3         | Martin Schmidt       | SPD    |              |
| 1972 | 56,9         | Martin Schmidt       | SPD    |              |
| 1976 | 52,7         | Martin Schmidt       | SPD    |              |
| 1980 | 54,1         | Martin Schmidt       | SPD    |              |
| 1983 | 48,7         | Martin Schmidt       | SPD    |              |
| 1987 |              | Edith Niehuis        | SPD    | 49,2         |
| 1990 | 46,8         | Edith Niehuis        | SPD    |              |
| 1994 | 49,3         | Edith Niehuis        | SPD    |              |
| 1998 | 56,8         | Edith Niehuis        | SPD    |              |
| 2002 |              | Wilhelm Priesmeier   | SPD    | 52,4         |
| 2005 | 50,5         | Wilhelm Priesmeier   | SPD    |              |
| 2009 | 39,1         | Wilhelm Priesmeier   | SPD    |              |
| 2013 | 42,4         | Wilhelm Priesmeier   | SPD    |              |
| 2017 |              | Roy Kühne            | CDU    | 39,8         |
| 2021 |              | Frauke Heiligenstadt | SPD    | 36,7         |
| 2025 | 30,4         | Frauke Heiligenstadt | SPD    |              |

## Wahlergebnisse

### Bundestagswahl 2025
| Kandidaten                                             | Kandidaten                        | Parteien/Listen       | Erststimmen | Erststimmen | Zweitstimmen | Zweitstimmen |
| Kandidaten                                             | Kandidaten                        | Parteien/Listen       | Stimmen     | %           | Stimmen      | %            |
| ------------------------------------------------------ | --------------------------------- | --------------------- | ----------- | ----------- | ------------ | ------------ |
|                                                        | Frauke Heiligenstadtgewählt im WK | SPD                   | 46.875      | 30,4        | 38.453       | 24,9         |
|                                                        | Constantin Weigel                 | CDU                   | 46.699      | 30,3        | 43.210       | 27,9         |
|                                                        | Karoline Otte                     | Bündnis 90/Die Grünen | 11.922      | 7,7         | 13.464       | 8,7          |
|                                                        | Ali Abo Hamoud                    | FDP                   | 4.000       | 2,6         | 6.116        | 4,0          |
|                                                        | Waldemar Rau                      | AfD                   | 30.494      | 19,8        | 30.930       | 20,0         |
|                                                        | Uta Peggy Plettner-Voigt          | Die Linke             | 9.187       | 6,0         | 10.716       | 6,9          |
|                                                        | Nils Fischer                      | Freie Wähler          | 2.556       | 1,7         | 1.170        | 0,8          |
|                                                        | –                                 | Tierschutzpartei      | –           | –           | 1.945        | 1,3          |
|                                                        | –                                 | dieBasis              | –           | –           | 358          | 0,2          |
|                                                        | –                                 | Die PARTEI            | –           | –           | 720          | 0,5          |
|                                                        | –                                 | Piraten               | –           | –           | 246          | 0,2          |
|                                                        | Bastian Busch                     | Volt                  | 1.684       | 1,1         | 884          | 0,6          |
|                                                        | –                                 | PdH                   | –           | –           | 100          | 0,1          |
|                                                        | –                                 | MLPD                  | –           | –           | 24           | 0,0          |
|                                                        | Jörg Gehrke                       | Bündnis Deutschland   | 751         | 0,5         | 246          | 0,2          |
|                                                        | –                                 | BSW                   | –           | –           | 6.035        | 3,9          |
| Gesamt                                                 | Gesamt                            | Gesamt                | 154.168     | 100         | 154.617      | 100          |
|                                                        |                                   |                       |             |             |              |              |
| Ungültige Stimmen                                      | Ungültige Stimmen                 | Ungültige Stimmen     | 1.419       | 0,9         | 970          | 0,6          |
| Wähler                                                 | Wähler                            | Wähler                | 155.587     | 81,3        | 155.587      | 81,3         |
| Wahlberechtigte                                        | Wahlberechtigte                   | Wahlberechtigte       | 191.421     |             | 191.421      |              |
|                                                        |                                   |                       |             |             |              |              |
| Quellen: Die Bundeswahlleiterin, Kandidaten – Ergebnis |                                   |                       |             |             |              |              |

### Bundestagswahl 2021
Der Stimmzettel zur Bundestagswahl am 26. September 2021 umfasste 21 Landeslisten, es traten die unten aufgeführten neun Direktkandidaten an. Frauke Heiligenstadt (SPD) gewann das Direktmandat. Ihr Vorgänger Roy Kühne (CDU) schied aus dem Bundestag aus, ebenso Jens Kestner (AfD), der 2017 über die Landesliste in den Bundestag gewählt worden war. Karoline Otte (Bündnis 90/Die Grünen) hingegen zog über die Landesliste ihrer Partei erstmals in das Parlament ein.
| Direktkandidat          | Partei           | Erststimmen in % | Zweitstimmen in % |
| ----------------------- | ---------------- | ---------------- | ----------------- |
| Roy Kühne               | CDU              | 33,2             | 23,6              |
| Frauke Heiligenstadt    | SPD              | 36,7             | 37,9              |
| Jan Schwede             | FDP              | 6,2              | 10,0              |
| Jens Kestner            | AfD              | 7,9              | 8,3               |
| Karoline Otte           | GRÜNE            | 10,5             | 12,0              |
| Eva Brunnemann          | DIE LINKE        | 2,7              | 3,0               |
| -                       | Die PARTEI       | -                | 0,8               |
| -                       | Tierschutzpartei | -                | 1,3               |
| Christian Warzecha      | FREIE WÄHLER     | 1,4              | 0,9               |
| -                       | PIRATEN          | -                | 0,3               |
| –                       | NPD              | -                | 0,1               |
| –                       | V-Partei³        | -                | 0,1               |
| –                       | ÖDP              | -                | 0,1               |
| –                       | MLPD             | -                | 0,0               |
| –                       | DKP              | -                | 0,0               |
| Janine Reinecke         | dieBasis         | 1,3              | 1,1               |
| –                       | du.              | -                | 0,0               |
| –                       | LKR              | -                | 0,0               |
| -                       | Die Humanisten   | -                | 0,1               |
| –                       | Team Todenhöfer  | -                | 0,2               |
| –                       | Volt             | -                | 0,2               |
| Jürgen Schäuble-Leopold | Einzelbewerber   | 0,0              | -                 |

### Bundestagswahl 2017
Zur Wahl am 24. September 2017 wurden 18 Landeslisten zugelassen.
| Direktkandidat            | Partei           | Erststimmen in % | Zweitstimmen in % |
| ------------------------- | ---------------- | ---------------- | ----------------- |
| Roy Kühne                 | CDU              | 39,8             | 32,1              |
| Marcus Seidel             | SPD              | 34,8             | 32,1              |
| Viola von Cramon-Taubadel | GRÜNE            | 5,4              | 6,6               |
| Lukas David Jacobs        | DIE LINKE        | 5,7              | 6,4               |
| Jens Kestner              | AfD              | 9,3              | 10,1              |
| Nicole Langer             | FDP              | 5,0              | 9,2               |
| –                         | PIRATEN          | –                | 0,3               |
| –                         | NPD              | –                | 0,4               |
| –                         | FREIE WÄHLER     | –                | 0,3               |
| –                         | Die PARTEI       | –                | 0,8               |
| –                         | Tierschutzpartei | –                | 1,0               |
| –                         | ödp              | –                | 0,1               |
| –                         | Bündnis C        | –                | –                 |
| –                         | DKP              | –                | 0,0               |
| –                         | MLPD             | –                | 0,0               |
| –                         | BGE              | –                | 0,1               |
| –                         | DiB              | –                | 0,1               |
| –                         | DM               | –                | 0,2               |
| –                         | V-Partei³        | –                | 0,1               |

Neben Roy Kühne (CDU) als direkt gewähltem Abgeordneten zog Jens Kestner (AfD) über die Landesliste seiner Partei in den Bundestag ein.

### Bundestagswahl 2013
Zur Wahl am 22. September wurden 14 Landeslisten zugelassen.
| Direktkandidat            | Partei           | Erststimmen in % | Zweitstimmen in % |
| ------------------------- | ---------------- | ---------------- | ----------------- |
| Roy Kühne                 | CDU              | 42,0             | 37,9              |
| Wilhelm Priesmeier        | SPD              | 42,4             | 38,0              |
| Olaf Torsten Franz        | FDP              | 1,5              | 4,1               |
| Viola von Cramon-Taubadel | GRÜNE            | 5,3              | 6,9               |
| Michael Ohse              | DIE LINKE        | 4,6              | 5,1               |
| Meinhart Ramaswamy        | PIRATEN          | 1,6              | 1,5               |
| Michael Ellies            | NPD              | 1,3              | 1,0               |
| –                         | Tierschutzpartei | –                | 0,7               |
| –                         | MLPD             | –                | 0,0               |
| –                         | AfD              | –                | 3,9               |
| –                         | pro Deutschland  | –                | 0,2               |
| –                         | REP              | –                | 0,1               |
| Georg Sponfeldner         | FREIE WÄHLER     | 1,0              | 0,6               |
| –                         | PBC              | –                | 0,1               |
| Lothar Baumelt            | unabhängig       | 0,2              | –                 |

### Bundestagswahl 2009
| Direktkandidat            | Partei                | Erststimmen in % | Zweitstimmen in % | Bundestagswahl 2005 Zweitstimmen in % |
| ------------------------- | --------------------- | ---------------- | ----------------- | ------------------------------------- |
| Wilhelm Priesmeier        | SPD                   | 39,1             | 33,0              | 45,9                                  |
| Hans Georg Faust          | CDU                   | 35,5             | 30,0              | 31,3                                  |
| Viola von Cramon-Taubadel | Bündnis 90/Die Grünen | 6,3              | 8,4               | 5,7                                   |
| Christian Eberl           | FDP                   | 8,3              | 13,9              | 9,4                                   |
| Rüdiger Wohltmann         | Die Linke             | 9,2              | 9,7               | 4,9                                   |
| –                         | Die Tierschutzpartei  | –                | 0,8               | 0,6                                   |
| Patrick Kallweit          | NPD                   | 1,7              | 1,5               | 1,4                                   |
| –                         | PIRATEN               | –                | 1,8               | –                                     |
| –                         | RRP                   | –                | 0,6               | –                                     |